# Escut de Benifairó de les Valls
L'escut de Benifairó és un símbol representatiu de Benifairó de les Valls, municipi del País Valencià, a la comarca del Camp de Morvedre. L'escut oficial té el següent blasonament:
| « | D'argent, ones d'atzur i abismat un escudet amb els quatre pals de gules en camp d'or. Al timbre, corona reial tancada. | » |

## Història

Versió apuntada de l'escut, utilitzada habitualment per l'Ajuntament.

L'escut fou aprovat per Ordre de 4 de maig de 1988, de la Conselleria d'Administració Pública, publicada en el DOGV núm. 831, de 24 de maig de 1988, després de l'informe favorable de la Reial Acadèmia de la Història.
L'Ajuntament utilitza però, un escut diferent al seu blasó oficial, amb una corona oberta. A la pàgina web utilitza un logotip de color negre, excepte l'escudet que conserva els seus colors.
Les tres ones d'atzur són les armes de la família Vives de Canyamàs, Comtes de Faura i antics senyors de la localitat. L'escudet amb els quatre pals i la corona oberta del timbre representen l'antic Regne de València